# Harmstonia pubescens
Harmstonia pubescens är en tvåvingeart som beskrevs av Robinson 1967. Harmstonia pubescens ingår i släktet Harmstonia och familjen styltflugor. Inga underarter finns listade i Catalogue of Life.